# Lista de membros da Royal Society eleitos em 1900
Membros da Royal Society eleitos em 1900.

## Fellows of the Royal Society (FRS)
1. George James Burch (1852-1914)
2. Edgeworth David[2] (1858-1934)
3. John Bretland Farmer[3] (1865-1944)
4. Leonard Erskine Hill[4] (1858-1952)
5. John Horne (1848-1928)
6. Joseph Jackson Lister[5] (1857-1927)
7. James Gordon MacGregor (1852-1913)
8. Sir Patrick Manson[6] (1844-1922)
9. Thomas Muir[7] (1844-1934)
10. Ford North (1830-1913)
11. Henry George Percy (1846-1918)
12. Arthur Alcock Rambaut (1859-1923)
13. William James Sell (1847-1915)
14. Walter Baldwin Spencer (1860-1929)
15. James Walker[8] (1863-1935)
16. Philip Watts (1846-1926)
17. Charles Thomson Rees Wilson[9] (1869-1959)